# Opactwo Benedyktynek w Żarnowcu
Opactwo Benedyktynek w Żarnowcu – żeński klasztor benedyktynek, a wcześniej cysterek, znajdujący się we wsi Żarnowiec, w województwie pomorskim.

## Historia
Fundatorami klasztoru Cysterek byli cystersi oliwscy. Fundacja nastąpiła zapewne w 1235 co może potwierdzić bulla protekcyjna papieża Innocentego IV, biorąca oliwskie opactwo wraz z dobrami, w tym jezioro obok siedziby cysterek, pod opiekę papiestwa. W 1589 żarnowiecki klasztor cysterek został skasowany, ich budynki i dobra zostały przejęte przez benedyktynki. Trzy ostatnie zakonnice odeszły z klasztoru. W 1772 władze pruskie sekularyzowały zakonne dobra. W 1834 klasztor został skasowany. Od 1946 jest ponownie siedzibą benedyktynek.

## Stan obecny
Do dziś zachowały się dawne budynki klasztorne przylegające od strony północnej do kościoła. Na dziedzińcu zachowały się, udostępnione częściowo dla turystów, gotyckie krużganki. Zachowały się też: dom kapelana z 1404 roku, przebudowany w 1635 roku (obecnie plebania), spichrz oraz elementy muru klasztornego. Skarbiec klasztorny (niedostępny dla turystów) zawiera zabytki piśmiennicze, m.in. rękopisy z XV wieku, pastorały i bogato zdobiony graduał; szaty i hafty liturgiczne, rzeźby sakralne oraz dawne sprzęty. Kościół wybudowany w 4. ćwierci XIII wieku; powiększony po 1389 roku z inicjatywy cystersów z Oliwy. 